# Castelpizzuto
Castelpizzuto ist eine italienische Gemeinde (comune) in der Provinz Isernia in der Region Molise im Apennin mit 131 Einwohnern (Stand 31. Dezember 2023). Die Gemeinde liegt etwa 9,5 Kilometer südsüdöstlich von Isernia.